# Liste der Kulturdenkmale in Beyendorf-Sohlen
In der Liste der Kulturdenkmale in Beyendorf-Sohlen sind alle Kulturdenkmale des zur Stadt Magdeburg gehörenden Stadtteils Beyendorf-Sohlen aufgelistet. Grundlage ist das Denkmalverzeichnis des Landes Sachsen-Anhalt, das auf Basis des Denkmalschutzgesetzes vom 21. Oktober 1991 erstellt und seither laufend ergänzt wurde (Stand: 31. Dezember 2019).

## Kulturdenkmale
| Lage                                  | Bezeichnung                             | Beschreibung | Erfassungs- nummer | Ausweisungsart | Bild                                    |
| ------------------------------------- | --------------------------------------- | --- | ------------------ | -------------- | --------------------------------------- |
| Beyendorfer Dorfstraße 19 (Karte)     | Pfarrhof Beyendorf                      | Der Pfarrhof liegt östlich vom Kirchhof und wurde um 1870/1880 erbaut. Es ist ein eingeschossiger Ziegelbau, zum Hof hin gibt es ein, zum Garten hin zwei Zwerchhäuser. | 094 97506          | Baudenkmal     | Pfarrhof Beyendorf                      |
| Beyendorfer Dorfstraße 20 (Karte)     | Etgersches Gut                          | Das Etgersche Gut ist ein Bauernhof aus dem Jahr 1904. Bemerkenswert ist ein zweigeschossiges Haus mit mehrfarbiger Klinkerfassade, links vom Haus befindet sich ein Torbogen. | 094 97507          | Baudenkmal     | Etgersches Gut                          |
| Beyendorfer Dorfstraße 22, 23 (Karte) | Bauernhof Beyendorfer Dorfstraße 22, 23 | Der Bauernhof wurde im spätbarocken Stil wahrscheinlich im Jahre 1794 erbaut. Das Wohnhaus ist ein zweigeschossiges Haus mit einem Mansarddach. Neben dem Wohnhaus befindet sich links ein Torbogen und weiter ein giebelständiger Stall. | 094 97508          | Baudenkmal     | Bauernhof Beyendorfer Dorfstraße 22, 23 |
| Beyendorfer Dorfstraße (Karte)        | St. Petrus und Paulus                   | Die evangelische Kirche wurde im 13. Jahrhundert erbaut. Sie befindet sich südlich von Magdeburg zwischen Sülzegraben und der Magdeburg-Halberstädter Bahnlinie. Im Westen der Kirche befindet sich ein Turm, im Osten befindet sich ein dreiseitig geschlossener Chor. An der nördlichen Kirchenseite befindet sich eine Vorhalle. Im Inneren befindet sich eine Holzdecke. Die Nordempore wurde 1618, die Westempore 1679 errichtet. Die Ausstattung im Stil des Barocks umfasst Altar, Kanzel, Beichtstuhl und Gestühl. Auf dem Kirchhof befinden sich alte Grabsteine und ein Denkmal zur Erinnerung an die Opfer des Zweiten Weltkrieges. | 094 97505          | Baudenkmal     | Weitere Bilder                          |
| Dodendorfer Weg 11 (Karte)            | Sohlener Mühle                          | Die Wassermühle wurde Ende des 18. Jahrhunderts/Anfang des 19. Jahrhunderts erbaut. Es ist ein Vierseithof mit Wohnhaus und Wirtschaftsgebäuden. Der Hof befindet sich südlich des Ortskernes an der Sülze. | 094 97510          | Baudenkmal     | Sohlener Mühle                          |
| Dodendorfer Weg 12 (Karte)            | Gutshof Sohlen                          | Der Gutshof Sohlen, auch Schäper’scher Hof, wurde im Jahre 1908 erbaut, hier befand sich ein ehemaliges Rittergut. Nach dem Zweiten Weltkrieg diente das Haus als Schule. | 094 95392          | Baudenkmal     | Gutshof Sohlen                          |
| Dorfplatz 10 (Karte)                  | Gasthof Salzkrug                        | Der Gasthof Salzkrug wurde 1860/1870 erbaut. Der Name des Gasthofes geht darauf zurück, dass hier Salz gewonnen wurde. Es ist ein eingeschossiges Haus mit einem Satteldach. | 094 76655          | Baudenkmal     | Gasthof Salzkrug                        |
| Dorfplatz 16 (Karte)                  | Gutshof                                 | Der Gutshof wurde im 18. Jahrhundert angelegt. Das alte Wohnhaus des Gutshofes ist ein zweigeschossiges Haus mit einem Mansarddach. Um 1910 wurde das neue villenähnliche Wohnhaus erbaut. Es ist ein zwei- bis dreigeschossiger Bau im Heimatstil. Zur Hofseite befindet sich ein Eckturm. | 094 95391          | Baudenkmal     | Gutshof                                 |
| Kirchplatz (Karte)                    | Sankt-Egidius-Kirche                    | Die evangelische Kirche wurde im Mittelalter erbaut. | 094 97511          | Baudenkmal     | Weitere Bilder                          |
| Leipziger Chaussee 139 (Karte)        | Gasthof Zum Engel                       | Der ehemalige Landgasthof entstand 1892 bis 1893. Es ist ein zweigeschossiger Bau mit einem Satteldach. | 094 16041          | Baudenkmal     | Gasthof Zum Engel                       |

## Ehemalige Denkmale
Die nachfolgenden Objekte waren ursprünglich ebenfalls denkmalgeschützt oder wurden in der Literatur als Kulturdenkmale geführt. Die Denkmale bestehen heute jedoch nicht mehr, ihre Unterschutzstellung wurde aufgehoben oder sie werden nicht mehr als Denkmale betrachtet.
| Lage              | Bezeichnung        | Beschreibung | Erfassungs- nummer | Ausweisungsart | Bild               |
| ----------------- | ------------------ | --- | ------------------ | -------------- | ------------------ |
| Zum Engel (Karte) | Friedhof Beyendorf | Der Friedhof befindet sich nordwestlich der Ortslage, jenseits der Bahnlinie Halberstadt-Magdeburg. Zumindest seit 2015 wird der Friedhof nicht mehr als Kulturdenkmal geführt. | 094 76999          | Baudenkmal     | Friedhof Beyendorf |

## Legende
In den Spalten befinden sich folgende Informationen:
- Lage: Nennt den Straßennamen und wenn vorhanden die Hausnummer des Kulturdenkmals. Die Grundsortierung der Liste erfolgt nach dieser Adresse. Der Link „Karte“ führt zu verschiedenen Kartendarstellungen und nennt die geographischen Koordinaten.
Link zu einem Kartenansichtstool, um Koordinaten zu setzen. In der Kartenansicht sind Baudenkmale ohne Koordinaten mit einem roten bzw. orangen Marker dargestellt und können in der Karte gesetzt werden. Baudenkmale ohne Bild sind mit einem blauen bzw. roten Marker gekennzeichnet, Baudenkmale mit Bild mit einem grünen bzw. orangen Marker.
- Offizielle Bezeichnung: Nennt den Namen, die Bezeichnung oder zumindest die Art des Kulturdenkmals und verlinkt, soweit vorhanden, auf den Artikel zum Objekt.
- Beschreibung: Nennt bauliche und geschichtliche Einzelheiten des Kulturdenkmals, vorzugsweise die Denkmaleigenschaften.
- Erfassungsnummer: Für jedes Kulturdenkmal wird in Sachsen-Anhalt eine 20stellige Erfassungsnummer vergeben. Die letzten zwölf Ziffern werden für die Untergliederung nach Teilobjekten genutzt und werden nur angegeben, soweit vergeben. In dieser Spalte kann sich folgendes Icon  befinden, dies führt zu Angaben zu diesem Baudenkmal bei Wikidata.
- Ausweisungsart: Die Einordnung des Denkmales nach § 2 Abs. 2 DenkmSchG LSA
- Bild: Ein Bild des Denkmales, und gegebenenfalls einen Link zu weiteren Fotos des Kulturdenkmals im Medienarchiv Wikimedia Commons. Wenn man auf das Kamerasymbol klickt, können Fotos zu Kulturdenkmalen aus dieser Liste hochgeladen werden: